# Olazti/Olazagutía
Olazti/Olazagutía település Spanyolországban, Navarra autonóm közösségben. Olazti/Olazagutía Alsasua és Ziordia községekkel határos. Lakosainak száma 1464 fő (2024).

## Népesség
A település népessége az elmúlt években az alábbi módon változott:
| Lakosok száma | 1681 | 1704 | 1739 | 1737 | 1662 | 1552 | 1518 | 1489 | 1490 | 1464 |
|               | 2001 | 2004 | 2007 | 2009 | 2012 | 2014 | 2017 | 2019 | 2022 | 2024 |